# 长安铃木
重庆铃耀汽车有限公司，简称铃耀汽车，原名重庆长安铃木汽车有限公司，由重庆长安汽车股份有限公司持股100％，公司注册资本13.3763億人民幣，投资总额5億5千5百万美元。

## 历史
长安铃木创立于1993年6月。
2018年9月5日長安汽車與鈴木 (公司)及鈴木(中國)投資有限公司達成協議，以作價1元人民幣，收購鈴木 (公司)及鈴木中國分別持有的長安鈴木40%股權及10%股權，公告顯示，長安鈴木在2018年4月30日的總資產帳面價值約45.3億元（人民幣‧下同），總負債帳面值約48億元，淨資產帳面價值約為負2.7億元。
2021年，长安铃木正式更名为现名铃耀汽车。

## 画廊
- 铃木奥拓
- 铃木雨燕
- 铃木天语SX4
- 铃木锋驭
- 铃木启悦
- 铃木维特拉
- 铃木羚羊